# Centro (Duque de Caxias)
O Centro é um bairro da Região Central de Duque de Caxias, na Região Metropolitana do Rio de Janeiro, fazendo parte do 1º distrito do município.
O nome da cidade homenageia o militar Luís Alves de Lima e Silva, o Duque de Caxias, nascido na região em 1803.[2]
No Centro da cidade, estão localizados dois terminais rodoviários, a estação de trem de Duque de Caxias (existem outras no município, mas a que leva este nome está no bairro), a sede da escola de samba Grande Rio, a Catedral de Santo Antônio e o Mercado Popular de Duque de Caxias. Na Praça do Pacificador situam-se o Teatro Municipal Raul Cortez e a Biblioteca Municipal Leonel de Moura Brizola, obras de Oscar Niemeyer que compõem o Centro Cultural Oscar Niemeyer.